# Heinz Weinmann
Pour les articles homonymes, voir Weinmann.
Heinz Weinmann, né en 1940 à Bad Mergentheim (Bade-Wurtemberg), est un essayiste et professeur québécois.

## Biographie
Né pendant la Deuxième Guerre mondiale, il complète une agrégation de romanistique et anglistique à l’université de Wurtzbourg en 1964. Il est professeur assistant d’allemand au département de littérature comparée à l'université Paris-Nanterre de 1965 à 1969. Il fait aussi des études à l'université de Leicester et en philosophie à l'université de Nantes. 
Il est un des collaborateurs au Centre de civilisation de l’université de Paris-Nanterre pour la mise au point de méthodes d’approche en ethnopsychologie. 
Il immigre au Canada en 1969. 
De 1969 à 2001, il est professeur de littératures française et québécoise au Cégep de Rosemont (Montréal). Il est également chargé de cours à l’université McGill et à l’université du Québec à Montréal. Membre du comité de lecture de la revue littéraire Études françaises (Université Laval,  Québec) et est aussi membre et président du jury du prix du Gouverneur général. 
Il a obtenu des bourses du Conseil des arts du Canada en 1983, 1988 et 1992.

## Œuvre

### Essais
- Du Canada au Québec, généalogie d’une histoire, Montréal, L’Hexagone, 1987 ; 2e édition 1993
- Cinéma de l’imaginaire québécois : de la Petite Aurore à Jésus de Montréal, Montréal, L’Hexagone, 1990
- Don Juan 2003, Éros et Sida, préface «Du Don Juan moderne au Don Juan postmoderne : Éros dans la dérive virale», théâtre, Montréal, VLB, 1993
- La Complexité humaine, textes rassemblés avec Edgar Morin et présentés par H. Weinmann, Champs. Essais, Paris, Flammarion, 1994 ; 2e édition 2008
- Littérature québécoise : des origines à nos jours : textes et méthode (et alii), conception et direction, Montréal, Hurtubise, 1996 ; réédition (en français) au Ernst Klett Verlag, Stuttgart, 2005
- Choix et introduction à l’essai québécois (en allemand) dans Anders schreibendes Amerika, dir. Lothar Baier et Pierre Filion, Heidelberg, Wunderhorn, 2000
- (de) Handbuch Französisch, (éd. Kolboom, Kotschi, Reichel) ; (fr) deux chap. «Histoire de l’Amérique du Nord francophone» et «Le Québec moderne». Erich Schmidt Verlag, Berlin 2002, 2e édition augmentée 2008
- État-nation, tyrannie et droits humains, Archéologie de l’ordre politique. Liber, Montréal 2017

« Voici un grand livre », Jacques Dufresne, agora.qc.ca, novembre 1917
« Le symbole de la complexité humaine.
AU commencement étaient les monstres. De Humbaba au Minotaure, des légendes mésopotamiennes à la mythologie grecque, la lente progression de l’humanité en chaque humain s’est depuis toujours racontée comme un combat entre < deux forces, écrit Heinz Weinmann, < celle de l’ordre, appelée à battre en brèche celle tourbillonnaire d’un chaos informe >.
Comment empêcher l’écrasement de l’une par l’autre ? Comment tenir la tentation tyrannique en respect et préserver la complexité humaine, dont la nation est tout ensemble le symbole et la forme politique concrète ? 
Toute l’originalité de sa vaste enquête philosophique tient à sa capacité de mettre au jour une torsion fondamentale, au bout de laquelle l’homme vainqueur de monstres devient monstre à son tour, et la force civilisatrice connaît la démesure de la puissance, autre chaos, au cœur de
l’ordre. La figure du tyran découle de ce processus, qui peut paraître abstrait, mais dont Weinmann démonte les rouages avec précision et méthode en étudiant, dans la modernité occidentale, différentes traductions de la dialectique de l’État et de la nation et des droits humains.
Une passionnante traversée des métamorphoses du pouvoir et de la liberté.» 
Florian Georgesco, Le Monde des Livres, 2 mars 2018

### Articles (sélection)
- «Le Nomade et le Sédentaire. Une définition comparée», Critère, no 10, janvier 1974 ; repris en ligne par Agora. qc. ca
- «Prométhée ou la démesure au singulier et au pluriel», Critère, no 11, décembre  1974 ; repris en ligne par Agora. qc. ca
- «Narcisse et l’Autre : pour un ethnotype québécois», Voix et images, vol. III, no 2, 1977 ; repris en ligne.
- «Peter Handke : la fin de la représentation», Jeu, Cahiers de théâtre, no 6, 1977.
- «Menaud, fils de Perrault ou de Savard ?», Voix et images, avril 1978 ; repris en ligne.
- «Prométhée : pour une psychanalyse de la démocratie», Critère, no 21, printemps 1978 ; repris en ligne par Agora. qc. ca
- «L’Orestie d’Éschyle : le tragique au masculin ou au féminin ?», Études françaises Université de Montréal, 15, 3-4, septembre 1979 ; repris en ligne.
- «L’Économie du Testament de François Villon», Études françaises, 16/1, printemps 1980 ; repris en ligne.
- «Actualité de Bachofen», Critique (Paris), juin-juillet 1981.
- «Robert Musil : les aventures d’un vivisecteur entre la précision et l’exactitude», Critique, juillet 1983.
- «Galileo Galilei : de la précision à l’exactitude», Études françaises, janvier 1984 ; repris en ligne.
- «Les Fantômes de l’Amérique», Cinéma (Montréal), automne 1990.
- «Octobre 1970 : l’an zéro du Québec», Liberté, 191, octobre 1990.
- «Être ou ne pas être Québécois», Liberté, juin 1993.
- «Naissance de la psychanalyse dans la métaphore ou les deux regards de Freud», in Transports de la psychanalyse, dir. Irène Krymko-Bleton, Paris-Montréal, Harmattan, 1996.
- « Post-mortem de l'< affaire Jutra >, suivi d'un témoignage d'Edgar Morin », 2016, Agora.qc.ca (en ligne)
- « Eugène Delacroix : < complexité > et < souveraineté > entre Dieu et Homme », 2016, Agora.qc.ca (en ligne)
- « Trump et l'Allemagne ou  psychanalyser Donald », 2017, Agora.qc.ca (en ligne)
- « Archéologie de la loi: < loi > comme marqueur de l'hominisation/humanisation », Agora.qc.ca (en ligne)

### Autres
- Collaboration au journal Le Devoir de 1972 à 1995.
- Émissions de radio à Radio-Canada dans la série Documents (60 min) sur Heinrich Böll, Martin Walser, Günter Grass, Peter Handke.

## Honneurs
- Prix Victor-Barbeau (1988) pour Du Canada au Québec[1].